# 彼得·切赫
彼得·切赫（捷克語發音：[ˈpɛtr̩ ˈt͡ʃɛx] ⓘ，1982年5月20日—），是一名捷克已退役足球運動員和現役冰球運動員，他曾是捷克國家足球隊的隊長，現為英國冰球俱樂部切姆斯福德酋長隊門將。施治曾為赫梅布利沙、布拉格斯巴達、雷恩、車路士和阿森纳上陣。他是捷克國家隊歷史上上陣次數最多的球員，共上陣了124次，曾代表球隊參加2006年世界盃，以及2004年、2008年、2012年和2016年的歐洲足球錦標賽。施治於帶領捷克隊2004年歐洲足球錦標賽四強後，入選了該屆的最佳陣容；亦曾被選為2004-05賽季、2006-07賽季和2007-08賽季欧洲冠军联赛的最佳門將。2006年，施治同時成為了國際職業足球員協會和欧洲冠军联赛最佳門將，被譽為歷史上最偉大的門將之一。
2004年，施治轉投車路士，為球會上陣486場比賽，成為效力車路士的海外球員中上陣次數最多的一位，於球會歷史上則排名第6。效力期間，施治隨隊贏得4屆聯賽冠軍、4屆英格蘭足總盃冠軍、3屆英格蘭聯賽盃冠軍、1屆欧足联欧洲联赛冠軍和1屆欧洲冠军联赛冠軍。此外，施治於英超期間曾有着202場不失球場數，為球會歷史上之首。
在阿森納宣布退役後，投入職業冰球運動，並仍擔任守門員。2019年，他与英国一家低级别冰球俱乐部吉尔福德凤凰签约一年，共计出场6次，首次登场就扑出两记点球；2021年，他再次与这家俱乐部签约。

## 生涯
早期生涯
施治於捷克斯洛伐克的比爾森出生，於7歲時加入柏辛域陀尼亞。早期時，他場上的位置為前鋒，其後才改為龍門。1999年6月，施治加入赫梅布利沙，並於該年10月為球會首次上陣，可惜該仗以3-1輸給布拉格斯巴達。
2001年1月，捷克聯賽班霸布拉格斯巴達以70萬歐元買入18歲的施治，簽約5年半，並於2000-01賽季繼續留於赫梅布利沙。2001年11月，施治打破捷克聯賽門將不失球的紀錄，創下903分鐘不失球的紀錄。雖然於2002年，布拉格斯巴達未能贏得聯賽冠軍，但因施治在國際賽有出色的表現，仍有多間包括阿仙奴在內的英超球會有興趣買下施治，可是因難以取得工作證而失敗告終。
雷恩
2002年7月，施治得到了法甲球會雷恩的垂青，轉至該隊，簽約4年，轉會費據報為1億5千萬克朗，折合大約550萬歐元。在第一個賽季，他在對陣巴黎聖日耳門後，獲隊報選為全場最佳球員。2003年5月，雷恩位列法甲榜尾，幸在最後一場比賽對陣蒙彼利埃時勝出，才不致降班。
切爾西
2004年夏天，切赫转至切爾西，成為了「藍戰士」的正選門將。出色的表現令他再破紀錄：連續1025分鐘於英超不失球，打破了丹麥門將多年前於曼聯的紀錄。
切赫出色的表現替切爾西贏得聯賽冠軍，更成為2004年至2005年度中的英超最佳門將。2005年至2006年度的英超賽事中，切爾西在6場聯賽中零失球，直到第七場賽事中對阿士東維拉才被盧克摩亞攻破大門。
2006年10月14日，切赫在对雷丁的比赛中被對方球員史堤芬亨特撞中头部导致头骨骨折，随后接受了手术，直至2007年1月20日對利物浦的賽事，切赫戴上保護頭套復出。在2008年練習時又被前隊友撞到，要縫50針。切赫至今仍戴著保護頭套比賽。
在2012年的歐洲冠軍聯賽決賽的加時賽中，列貝利在加時上半場5分鐘為拜仁慕尼黑搏得十二碼，但洛賓的操刀卻被切赫救出。切赫更在十二瑪大戰中救出了奧歷的射門，最後切爾西憑着德羅巴的點球，在十二瑪大戰中以4-3擊敗拜仁慕尼黑，首奪歐聯冠軍，而切赫亦成為球迷評選決賽最佳球員。
2013年，切赫和車路士再獲得歐霸盃冠軍。
效力切尔西时期，切赫共为球队赢得了3次英超冠军、4次足总杯冠军、2次联赛杯冠军、2次社区盾杯冠军、1次歐霸冠軍和1次欧冠冠军。
阿仙奴
2015年6月29日，施治離開效力了十年的切爾西，加盟阿仙奴。轉會費未公開，但據報為1090萬英鎊，他選擇了33號球衣。8月2日，施治首場代表阿仙奴上陣的正式比賽是於社區盾對陣舊球會車路士，最終阿仙奴以1-0贏得比賽。
12月18日，施治在零封伯恩茅斯後，不失球場數為170場，打破了大衛·占士的169場聯賽不失球比賽的紀錄。
2018年3月11日，主場面對沃特福德，切赫達成200場聯賽零封記錄。
2018年冬季，切赫因傷退陣數場後，正選位置遭萊諾取代，繼2015年離開切爾西前再次失去球隊正選門將位置。
2019年1月15日，切赫宣布將於賽季結束後退役。
切爾西
2020年10月20日，切赫被列入切爾西2020-21赛季的25人英超聯賽球員名单。切爾西後來證實這不是錯誤，切赫被列為緊急門將和非合同球員，並且這是由於2019冠状病毒病而採取的預防措施。

## 國家隊
2016年7月8日，施治宣佈退出國家隊。他為國家隊上陣124次，為捷克上陣次數最多的球員。

## 特点
- 防守非常穩健，世界最強頂級門將之一。
- 一定戴著帽子出賽。
- 切赫是三胞胎。

## 榮譽

### 球會
車路士
- 歐霸盃冠軍：2013年
- 歐洲冠軍聯賽冠軍：2012年
- 英格蘭超級足球聯賽冠軍：2004/05年、2005/06年、2009/10年、2014/15年
- 英格蘭足總盃冠軍：2007年、2009年、2010年、2012年
- 英格蘭聯賽杯冠軍：2005年、2007年、2015年
- 英格蘭社區盾冠軍：2005年、2009年
- 巴克萊英超亞洲盃冠軍：2011年

 阿仙奴
- 英格蘭足總盃冠軍：2017年
- 英格蘭社區盾冠軍：2015年、2017年

### 國家隊
- 歐洲U-21足球錦標賽：2002年

### 個人
- 法甲最佳門將: 2004年
- 歐國盃最佳陣容: 2004年
- IFFHS世界最佳門將：2005年
- PFA年度最佳陣容：2005年、2014年
- 英超金手套：2005年、2010年、2014年、2016年
- 英超每月最佳球員：2007年3月
- 捷克足球先生：2005年、2008年、2009年、2010年、2011年、2012年、2013年、2015年、2016年
- 歐洲足協球會足球獎最佳門將：2005年、2007年、2008年

## 外部連結
- soccerbase：施治
- 個人官方網站 （页面存档备份，存于）（捷克語）
- 車路士官網：施治（页面存档备份，存于）